# Клерки 3
«Клерки 3» (англ. Clerks III) — американский комедийный фильм 2022 года, снятый Кевином Смитом по собственному сценарию. Главные роли в нём сыграли Брайан О’Халлоран, Джефф Андерсон, Джейсон Мьюз и сам Смит. Это продолжение фильмов «Клерки» (1994) и «Клерки 2» (2006), девятый полнометражный фильм, действие которого происходит во вселенной View Askewniverse. В фильме Рэндал Грейвс, переживший сердечный приступ, вместе со своими друзьями Данте Хиксом, Элиасом Гровером, Джеем и Молчаливым Бобом снимает фильм о своей жизни в круглосуточном магазине Quick Stop.
Картина вышла в прокат в сентябре 2022 года. Критики отреагировали на неё с умеренным позитивом, фильм оказался коммерчески неудачным.

## Сюжет
Действие фильма происходит через 15 лет после того, как Данте и Рэндал купили Quick Stop. Они по-прежнему дружат, Джей и Молчаливый Боб оформили на себя бывшее RST Video и превратили его в легальную точку продажи марихуаны, но ради ностальгии тайно заключают сделки за пределами здания. Данте оплакивает гибель Бекки и нерождённой дочери Грейс из-за пьяного водителя, и утверждает, что дух Бекки следует за ним повсюду.
Однажды у Рэндала случается сердечный приступ. После операции врач убеждает Данте поддерживать друга в хорошем настроении, пока он выздоравливает, и предупреждает, что он тоже подвержен риску инфаркта. Рэндал, оправившись, решает, что потратил жизнь впустую, и задаётся новой целью: снять фильм о себе и Данте. Тем временем Элиас отказывается от христианства и решает стать сатанистом, обвинив свою религию в сердечном приступе Рэндала.
После нескольких неудачных прослушиваний Рэндал понимает, что он и Данте должны сыграть в фильме сами себя. Вместе с ними роли себя в картине получают Джей, Молчаливый Боб и Вероника, у которой снова начинаются отношения с Данте. Последний становится продюсером и берёт в долг у своей бывшей невесты Эммы 30 тысяч долларов под залог половины Quick Stop. Молчаливый Боб становится оператором, Элиас и его друг Блокчейн — помощниками оператора. Фильм получает предварительное название «Неудобство».
По ходу съёмок Данте всё больше разочаровывается в Рэндале как режиссёре и сценаристе. Когда тот пытается воссоздать шоу с ослом, Данте отказывается от участия в проекте, так как шоу напомнило ему о Бекки. Он напивается и заявляет Рэндалу, что тот никогда его не уважал и не поддерживал. У Данте тоже случается сердечный приступ. Только после этого Рэндал узнаёт о сделке Данте с Эммой; движимый чувством вины, он заканчивает монтаж фильма, пробирается в больницу с помощью Джея и Молчаливого Боба и показывает Данте готовую картину. Выясняется, что Данте стал главным героем. Он смотрит фильм вместе с духом Бекки и умирает, успев оценить жест друга.
После похорон Эмма приходит в Quick Stop, чтобы взять на себя управление магазином или забрать свои 30 тысяч долларов. Элиас внезапно узнаёт, что стал миллионером благодаря продажам воздушных змеев NFT, и отдаёт Эмме её деньги. Элиас, Блокчейн, Джей и Молчаливый Боб выходят на улицу, чтобы запустить одного из воздушных змеев NFT, а Рэндал в это время оплакивает Данте у кассы.
Во время титров Кевин Смит благодарит зрителей за просмотр фильма и рассказывает, что Рэндал продолжал снимать кино до 90 лет, работая в Quick Stop.

## В ролях
- Брайан О’Хэллоран — Данте Хикс
- Джефф Андерсон — Рэндал Грейвс
- Мэрилин Гильотти — Вероника Лоурен
- Розарио Доусон — Бекки Скотт
- Тревор Ферман — Элиас Гровер
- Джейсон Мьюз — Джей
- Кевин Смит — Молчаливый Боб

Кроме того, Фред Армисен, Сара Мишель Геллар, Фредди Принц-младший, Мелисса Бенойст, Крис Вуд, Энтони Майкл Холл, Дэнни Трехо и Брайан Куинн из Impractical Jokers, Сал Вулкано, Джеймс Мюррей и Джо Гатто появляются в качестве актёров, проходящих прослушивание для Inconvenience. Различные клиенты из первоначальных клерков повторяют свои роли из-за неудобств. Другие эпизодические роли выпускников View Askew включают Джона Уиллюнга, который повторяет свою роль Кохи Лундина из «В погоне за Эми», а также Скотта Мозьера и Итана Сапли, каждый из которых повторяет свою роль Уиллама Блэка из «Клерков».

## Производство и премьера
Сценарий третьих «Клерков» Кевин Смит начал писать ещё в 2013 году. В 2015 году после полного провала «Йоганутых» появились новости, что съёмки «Клерков 3» снова начнутся, однако вместо этого Смит занялся перезагрузкой Джея и Молчаливого Боба. В январе 2021 года Смит объявил, что дописал сценарий. Наконец, в июле 2021 года компания Lionsgate купила права на картину, и работа над проектом перешла в активную фазу.
Съёмки картины начались в Нью-Джерси 2 августа 2021 года (в день рождения Смита). В проекте заняты те же актёры, что и в двух первых частях франшизы: Джефф Андерсон сыграл Рэндала Грейвса, Брайан О’Хэллоран Данте Хикса, Джей Мьюс Джея, а режиссёр — Молчаливого Боба. Съемки закончились 31 августа 2021 года. Постпродакшн был завершен 13 февраля 2022 года. Трейлер фильма появился в сети 6 июля.
Фильм посвящен Лизе Спунауэр, сыгравшей Кейтлин Бри в оригинальных «Клерках» и умершей в 2017 году.
Мировая премьера «Клерков» 3 состоялась 24 августа 2022 года в Лос-Анджелесе. Фильм был выпущен в прокат 13 сентября 2022 года компаниями Lionsgate и Fathom Events. В ограниченный британский прокат он вышел 16 сентября.

## Восприятие
Клерки 3 получили в основном положительные и смешанные отзывы от критиков и зрителей. На веб-сайте-агрегаторе обзоров Rotten Tomatoes рейтинг одобрения фильма составляет 63 % на основе 117 рецензий со средней оценкой 6,1 из 10. Консенсус критиков сайта гласит: «Клерков 3 даже не должно было быть здесь сегодня, но это удивительно эмоциональное возвращение к Quick Stop завершает трилогию в приятной для фанатов манере». Metacritic присвоил фильму средневзвешенную оценку в 50 из 100 на основе 25 критиков, что указывает на «смешанные или средние отзывы». Рецензенты характеризуют «Клерков 3» как крепкую ностальгическую драму.